# Kościół Najświętszej Marii Panny Wniebowziętej w Tarnowie
Kościół Najświętszej Marii Panny Wniebowziętej – zabytkowy drewniany gotycki kościół, stojący przy zbiegu ulic Narutowicza i Najświętszej Panny Marii w Tarnowie, nad potokiem Wątok.
Popularnie nazywany kościołem na Burku od miejscowej nazwy pobliskiego targowiska, został wzniesiony w 1458 roku na miejscu starszej świątyni a konsekrowany w 1462 roku jako kościół filialny tarnowskiej parafii kolegiackiej (obecnie katedralnej). Po uszkodzeniu przez pożar na początku XVII wieku został odbudowany w 1640 roku przez księdza Andrzeja Tarłę. W połowie XIX wieku, w związku z zagrożeniem przez obsuwający się brzeg potoku, kościół przesunięto na nowe podmurowanie. W 1910 roku dobudowano wieżę, częściowo przebudowaną w 1965 roku. Na przełomie 2008/2009 roku wymieniono gont i deskowanie ścian.
Kościół NMP jest budynkiem drewnianym, orientowanym, budowanym na zrąb, z wieżą konstrukcji słupowej od strony zachodniej i węższym od nawy, wielobocznie zakończonym prezbiterium. Nawę, prezbiterium i przylegającą od północy zakrystię kryje stromy gontowy dach. Wieża posiada nadwieszoną izbicę, zwieńczoną cebulastym hełmem. Barokowa sygnaturka na szczycie dachu pochodzi z 1653 roku. Całość otacza kamienne ogrodzenie kryte gontem.
Wnętrze kościoła nakryte jest płaskimi stropami, pokrytymi polichromią figuralną i ornamentalną, wspartymi na profilowanych kolumnach. Na belce tęczowej, oddzielającej nawę od prezbiterium, znajdują się krucyfiks i figury Józefa z Arymatei i Nikodema z XVII wieku. W rokokowym ołtarzu głównym z 2. połowy XVIII wieku umieszczony jest, otoczony lokalnym kultem, malowany na desce obraz Matki Boskiej z Dzieciątkiem z XVI wieku, powszechnie zwany obrazem Matki Bożej Szkaplerznej. Dwa ołtarze boczne to kopie średniowiecznych tryptyków (oryginały przechowywane są w tarnowskim Muzeum Diecezjalnym), pochodzących z kościołów w Kamionce Małej i Brzezinach. Wyposażenie wnętrza uzupełniają m.in. barokowa ambona z XVIII wieku, chór muzyczny (ok. 1621 roku), zdobiony malowanymi herbami, oraz dwa relikwiarze drewniane z końca XVIII wieku.
W 1980 roku przy kościele NMP erygowano parafię pw. Matki Bożej Szkaplerznej.

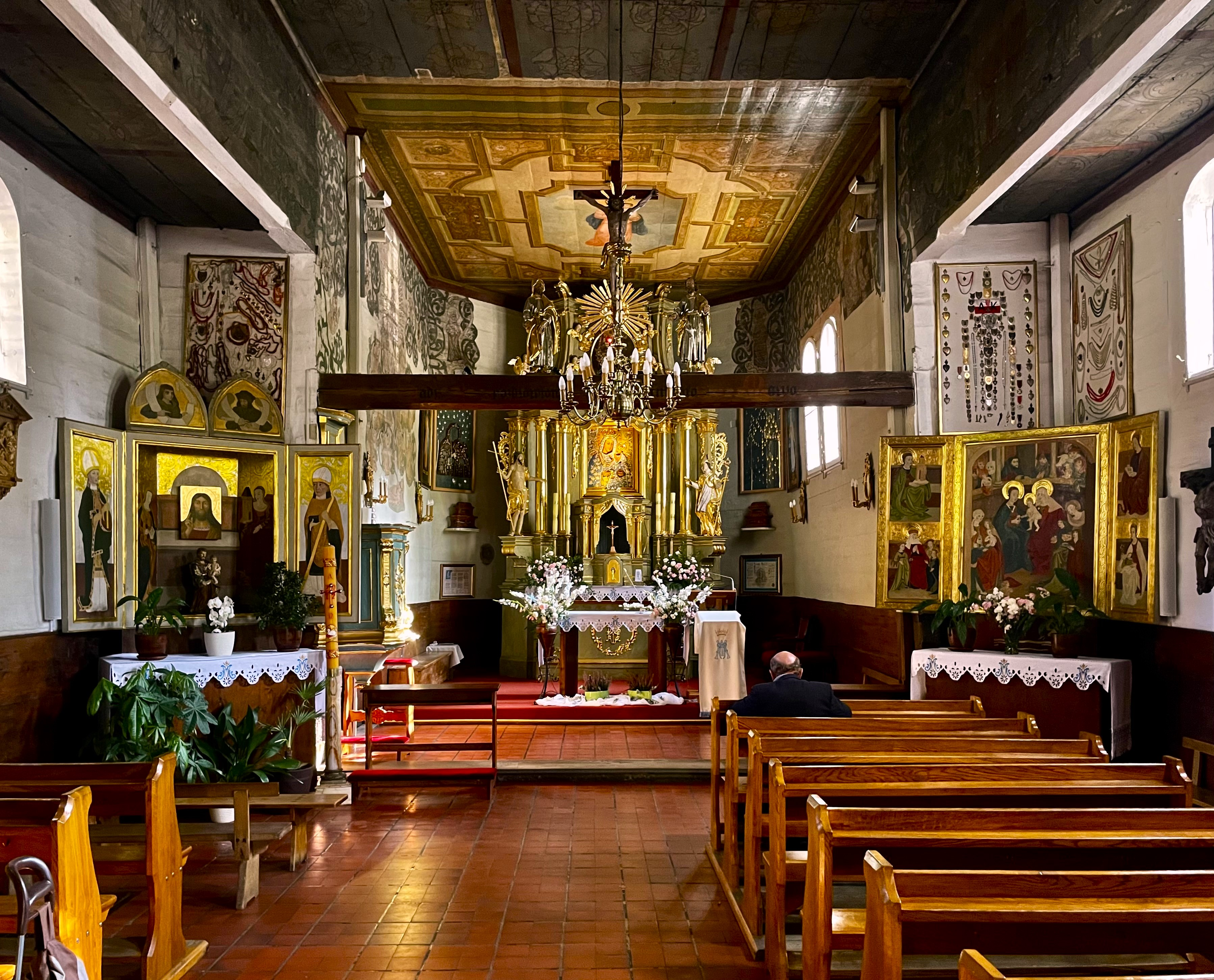
Wnętrze kościoła